# Шахта «Степова»
ДВАТ "Шахта «Степова». Входить до ДХК «Павлоградвугілля». Розташована у місті Шахтарське, Дніпропетровської області.

## Історія
Стала до ладу у 1965 р. з виробничою потужністю 3000 тис.т вугілля на рік. Фактичний видобуток 4397/3621 т/добу (1990/1999). У 2003 р. видобуто 1334 тис.т. вугілля. 
Максимальна глибина робіт 230 м. Протяжність підземних виробок 91,2/108,3 км (1990/1999). Відпрацьовуються пласти с6, с'6 потужністю 0,55-0,9 м з кутом падіння 3-5о. Пласти небезпечні щодо вибухів вугільного пилу. 
Кількість діючих очисних вибоїв 4/4, підготовчих 8/8. Очисні вибої обладнані механізованими комплексами КМК-96, підготовчі — комбайнами). За термін 2002—2010 рр. на шахті передбачається розкриття і підготовка пластів с6, с'6 у похиловому полі блока № 2, прирізка запасів вугілля на ділянці шахти «Західно-Донбаська» № 11/13 і на ділянці шахти «Брагинська». 
Кількість працюючих: 2614/3277 чол., з них підземних 1863/2254 чол. (1990/1999). Шахта нарощує видобуток вугілля.
Адреса: 52800, Дніпропетровська обл., м. Шахтарське.